# Ulteo
Ulteo — компания, которая создаёт программное обеспечение и предоставляет бесплатные виртуальные настольные решения с открытым исходным кодом. Компания основана в Кане — городе Франции, и имеет центр исследований и разработок в Коломбеллесе.

## История
Компания Ulteo была основана Гаэлем Дювалем, который ранее создавал Mandriva Linux, и Терри Коерлен, который создал сайт intalio.com, который упрощает жизнь пользователя ПК.
В 2009 году на форуме Open World компания получила награду «Open Innovation Award» за продукт Open Virtual Desktop.

## Продукты

### Бывшие
Ulteo Online Desktop — первый продукт компании, был онлайн-сервисом, который обеспечивал доступ к OpenOffice.org в веб-браузере и предлагал синхронизацию файлов с клиентом. Участник конкурентного соглашения с Google Docs, был запущен 11 декабря 2007 года. Служба впоследствии была расширена для размещения полных настольных компьютеров KDE. Помимо доступа к приложениям «без установки», он также предоставлял функции совместной работы, так как один сеанс мог использоваться совместно для пользователей в целях обучения или совместного редактирования документов.
Ulteo Documents Synchronizer — это клиентское приложение, которое синхронизирует локальные файлы с файлами, хранящимися в Online Desktop.
Ulteo Application Systems под кодовым названием Sirius была представлена в следующем году. Это был дистрибутив Linux. Пакет включал версию Linux Synchronizer. Операционная система, приложения и пользовательские данные автоматически обновлялись в фоновом режиме без взаимодействия с пользователем.
Ulteo Virtual Desktop, выпущенный в 2008 году, был дистрибутивом приложений Linux, которое позволяет приложениям Linux работать в системе Windows. Таким образом, это обеспечило работу в режиме «Ulteo Virtual Desktop» без необходимости подключения к Интернету.

### Текущие
Ulteo Open Virtual Desktop (OVD) — это открытый проект приложений для виртуального управления рабочим столом, который может получать данные о приложениях или настольных компьютеров, размещенные на Linux или Windows, для конечных пользователей. Он поставляется в виде набора программных пакетов, которые могут быть установлены на стандартном дистрибутиве Linux (Ubuntu, SUSE Linux Enterprise Server, Red Hat Enterprise Linux). Некоторые модули также могут быть установлены в Windows.
Ulteo OVD — альтернатива с открытым исходным кодом решений Citrix и VMware, а с июня 2012 года — единственное решение для виртуализации презентаций, поддерживающее как приложения Linux, так и Windows.